# مسجد علي باشا
مسجد علي باشا شيد مسجد علي باشا في سراييفو خلال 1560-1561 كوقف دائم من علي باشا، الوالي العثماني السابق لولاية البوسنة من الإمبراطورية العثمانية  وبعد وفاته في سبتمبر 1560. تم بناء المسجد وفقًا للنمط
المعماري الكلاسيكي لإسطنبول. القبة تغطي منطقة الصلاة وتغطي ثلاث قباب صغيرة الباحة. تضرر مسجد علي باشا بشدة من قبل القوات الصربية خلال النزاع في 1990 في وقت مبكر وخاصة القبة